# 春來春去
春去春來（Kurikaesu 春）是堂本剛以個人制作名義(Solo Work Produce Name)244 ENDLI-x首次發表單曲，與專輯「I AND 愛」同時發行。於2008年4月2日由傑尼斯娛樂唱片公司發行。所收錄作品的作曲與作詞皆由他個人一手包辦。

## 解說
「春去春來」是以專輯「I AND 愛」的概念為基準，同時首次挑戰Techno風格的樂曲。搭配單純且舒服的曲調，帶來滿溢的春風。

同時發行【Limited Edition】、【Original Edition】。兩版本封面皆不同。

【Limited Edition】加收「Let`s try the Love !」「春去春來- Backing Track -」共4首。

【Original Edition】加收「Oh Lord !」共3首。

## 名稱
- 日語原名：
- 中文意思：不斷重複的春天
- 台灣艾迴譯名：春來春去

## 收錄歌曲

### Limited Edition收錄歌曲
1. 春來春去（Kurikaesu 春）
  - 編曲：244 ENDLI-x／十川知司
2. 求婚舞（プロポーズダンシング）
  - 編曲：244 ENDLI-x／十川知司
3. Let's try the love!
  - 作曲.作詞：ARAN (將ARAN倒轉=NARA（奈良）)
  - 編曲：上田ケンジ
4. 春來春去 -Backing Track-

### 通常版收錄歌曲
1. 春來春去（Kurikaesu 春）
2. 求婚舞（プロポーズダンシング）
3. OH　LORD！
  - 編曲：244 ENDLI-x／十川知司